# Carlos de Borbón y Austria-Este
Carlos de Borbón y Austria-Este (Laibach, 30 de marzo de 1848-Varese, 18 de julio de 1909), autotitulado «duque de Madrid» y «conde de la Alcarria», fue un pretendiente carlista al trono de España bajo el nombre de Carlos VII entre 1868 y 1909. Desde el año 1887 también fue jefe de la Casa de Borbón y pretendiente legitimista al trono de Francia.

## Biografía

### Infancia
Carlos María de los Dolores nació el 30 de marzo de 1848 en Laibach (hoy Liubliana) —parte en aquel entonces del Imperio austriaco—, al hallarse sus padres de paso para Viena. Era hijo de Juan, conde de Montizón, uno de los hijos del infante de España Carlos María Isidro de Borbón, y de María Beatriz de Austria-Este, hija del Duque de Módena. Sus padres vivían en el palacio Rezzonico de Venecia, pero, al estallar la revolución europea de 1848, María Beatriz decidió abandonarlo ante las amenazas que recibía su familia (concretamente al ver frente a su casa la cabeza del jefe de la marina austríaca ensartada en un palo). Cuando nació Carlos, sus padres no tenían una cuna en la que colocarlo, y apenas tenían ropas para vestirlo. Ante el avance de la revolución también en Austria, tuvieron que cruzar toda Europa para llegar a  Londres, y vivieron allí en la pobreza durante dos años, al no poder hacer uso de sus rentas austríacas. Durante el viaje en tren desde Viena, en una confusión, el pequeño Carlos fue aplastado por las maletas y su madre llegó a temer por su vida, aunque no sufrió lesión alguna.
En Londres nació su hermano Alfonso a finales de 1849. Poco después su padre marchó a Trieste para visitar a su familia. A su regreso, la familia se fue a vivir a Baden (cerca de Viena), donde se habían instalado también Carlos María Isidro y su segunda esposa, María Teresa de Braganza. Pasaron también temporadas en Venecia, hasta que se asentaron en Massa y Carrara. Su padre marchó entonces para Inglaterra acompañado del general carlista José Sacanell. Allí, sin embargo, desarrolló tendencias liberales en contradicción con su propia familia y mujer, de la que se acabó separando. Tras la separación de sus padres, Carlos se educó con su madre en Módena, siendo sus preceptores monseñor Galvani y el P. Francisco Ignacio Cabrera y Aguilar.
Su tío, el duque Francisco V de Módena, le dio ingreso en su ejército, del que fue nombrado teniente de artillería el 19 de marzo de 1859. Pasó la adolescencia en las ciudades de Praga, Venecia y Viena.

### Pretendiente a la Corona de España
Al morir en 1861 su tío Carlos Luis de Borbón y Braganza, conde de Montemolín, su padre reconoció a Isabel II como reina de España, pero su abuela, María Teresa de Braganza, conocida como la princesa de Beira, protestó por este acto y publicó en 1864 su célebre Carta a los españoles, en la cual proclamaba a su nieto, llamado por sus partidarios Carlos VII, como legítimo heredero de los derechos de Carlos Luis. Únicamente su madre se negaba a patrocinar semejante idea, pero cedió finalmente ante los decididos propósitos de Don Carlos, quien empezó a recibir la visita de los personajes carlistas más significados (Marichalar, Algarra, Tristany, Mergeliza, etc.), publicándose poco después un manifiesto suyo en La Esperanza. En una conferencia con Vicente de la Hoz se estudiaron los medios de reorganizar el partido carlista.
En 1866 escribió a su padre declarándose jefe de los carlistas y en 1868 presidió en Londres un Consejo con las principales figuras del carlismo para relanzar el movimiento, aprovechando la crisis del régimen isabelino. En dicha junta se trazó un plan político y administrativo, se fijó la línea de conducta a seguir, se preparó el manifiesto que el siguiente año dirigiría a los españoles, y tomó el título de duque de Madrid.
En diciembre de 1867 Prim y Sagasta, en nombre de los liberales progresistas (que poco después iban a destronar a Isabel II), se reunieron con Ramón Cabrera en Wentworth. Estaban dispuestos a reconocer a Carlos VII como rey de España, a condición de que fuese un monarca constitucional y que su legitimidad fuese ratificada por el sufragio universal. Don Carlos, a través de Cabrera, su representante, rechazó el ofrecimiento, pues no estaba dispuesto a ser rey a cualquier precio y a renunciar a las ideas tradicionales de su familia.
Algunos meses antes el mismo Don Carlos había rechazado también en su residencia de Graz una proposición del sacerdote Miguel Sánchez Pinillos, enviado del presidente del gobierno Luis González Bravo, la cual consistía en que jurase lealtad a Isabel II y que, después de su caída, que se preveía inminente, el partido moderado lo apoyaría para que ocupase su lugar. Indignado ante la posibilidad de reconocer a Isabel como su reina (lo que no estaba dispuesto a hacer) para luego traicionarla, dijo al padre Sánchez que si seguía haciéndole ofertas tan miserables e indignas de un sacerdote, se vería en el caso de llamar a los criados para hacerlo «rodar por las escaleras» a patadas.

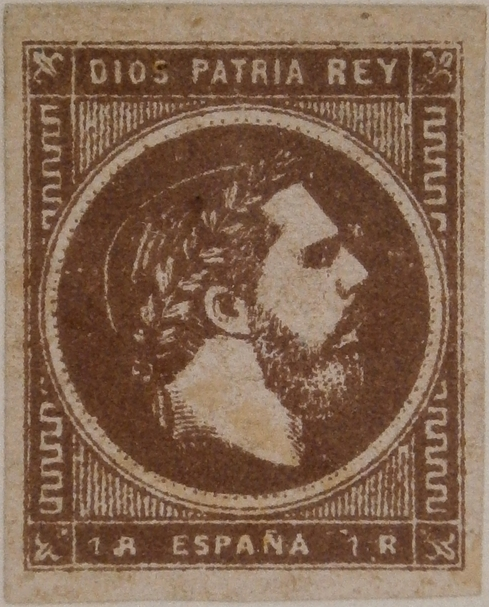
Sello de correos de Carlos VII

Tras la revolución de septiembre, se dirigió a París, donde el 3 de octubre de 1868 su padre abdicó en su favor, aunque la mayoría de los carlistas ya lo tenían como su rey desde 1864, cuando la princesa de Beira así lo proclamó, como el rey legítimo, en la citada Carta a los españoles. Inmediatamente Don Carlos dirigió cartas al Papa Pío IX y a todos los soberanos de Europa, y empezó los trabajos de reorganización de su partido.
Disfrazado, Don Carlos se adentró en España a través de los Pirineos, acompañado de Rafael Tristany, el marqués de Vallecerrato y el marqués de Benavent, hospedándose el 11 de junio de 1869 en la rectoría de Montalbá, pueblo en el que oyeron misa. Poco después el pretendiente entraba, por primera vez en su vida, en territorio español. Llevaba puesto un gorro catalán, que arrojó con gran alborozo al aire al grito de ¡Viva España!. Comieron y brindaron en el campo y sobre una roca que servía de mesa, se levantó acta de aquel suceso, e hizo nombramientos de comandante para su hermano Alfonso, que servía en Roma, de ayudantes de campo y de órdenes, para Tristany, Vallecerrato y Benavent, y de mariscal de campo para Plandoli. Por la noche regresó a París.
El 30 de junio de 1869 publicó una Carta-Manifiesto, conocida como Carta de Don Carlos a su hermano Don Alfonso, en la que manifestaba que aspiraba a ser Rey y no jefe de un partido. Esta carta fue redactada por Antonio Aparisi y Guijarro y fue reproducida por la prensa carlista, repartiéndose centenares de miles de ejemplares en hojas volanderas. Poco después se produjo un primer intento de alzamiento a favor de Carlos VII, que fracasó.

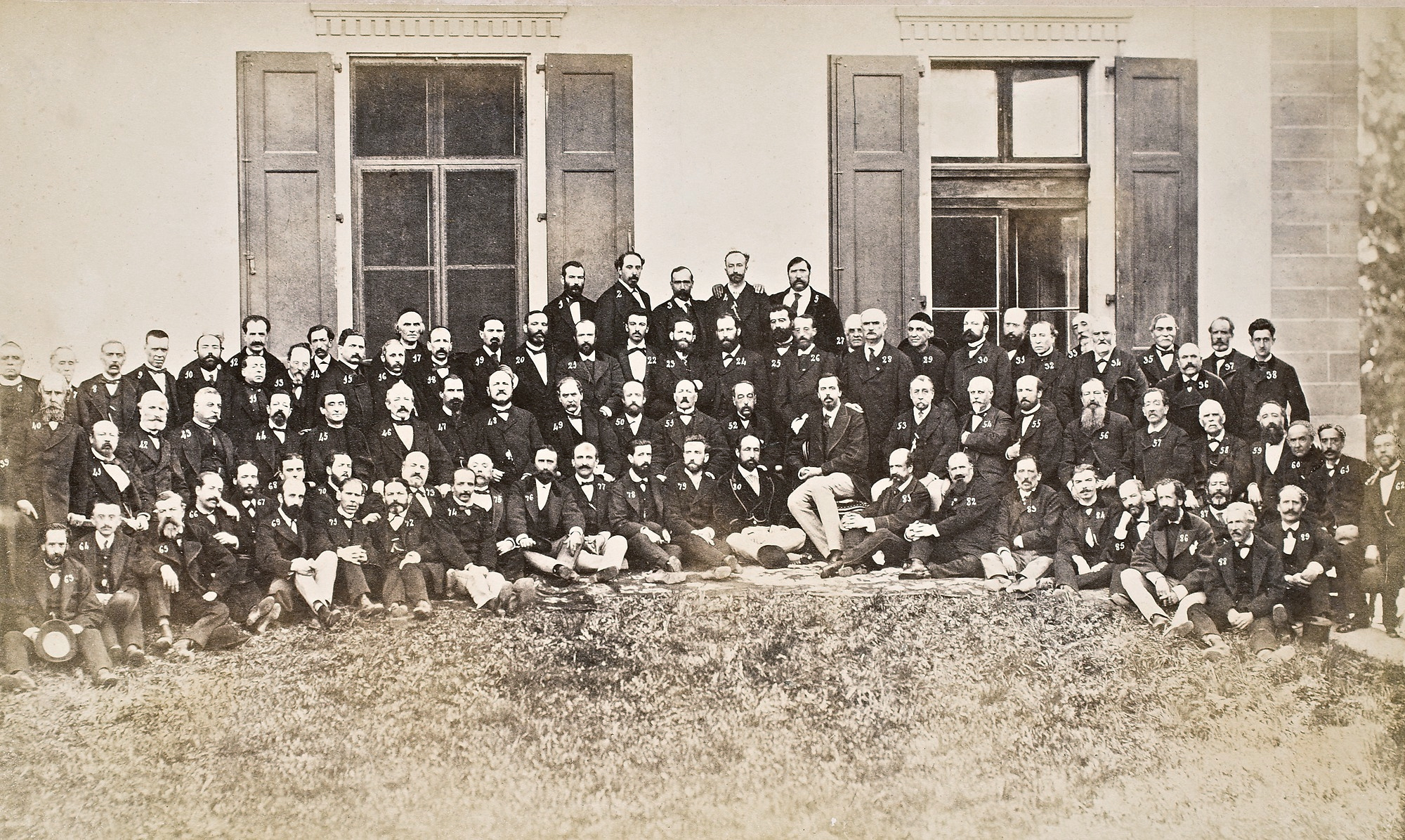
Junta de Vevey (Suiza) de la Comunión Católico-Monárquica en 1870.

En octubre de 1869, Don Carlos entregó la dirección político-militar del carlismo a Ramón Cabrera, quien dimitió en marzo de 1870 debido a discrepancias con el pretendiente y con notables figuras del movimiento carlista. En abril, Don Carlos decidió asumir personalmente la jefatura del carlismo tras una conferencia que tuvo lugar el 18 de abril de 1870 en Vevey (Suiza) en la que reunió a los notables carlistas, creando una junta central del partido que actuaba legalmente en España, la Comunión Católico-Monárquica, que presidía el marqués de Villadarias y que tenía como secretario a Joaquín María de Múzquiz y juntas locales en los ayuntamientos donde el carlismo tenía implantación. Se organizó también una red periódicos, casinos y centros carlistas para promover el ideario tradicionalista, estrategia que se probó exitosa, ya que en las elecciones de 1871 el carlismo consiguió 50 diputados en el Congreso de los Diputados.

### Programa de gobierno
Acerca del programa de gobierno de Don Carlos, en 1873 el carlista Leandro Herrero afirmó en una obra titulada El gobierno carlista: lo que es en teoría y práctica que el carlismo era sinónimo de monarquía cristiana, y que su fundamento esencial era el derecho divino, además de la legitimidad monárquica. La monarquía era vista por los carlistas como una institución paternalista, en la que el rey cristiano debía ejercer como padre bondadoso de su pueblo, aunque también mandar y ser obedecido.
El pretendiente Carlos VII reconoció que, aunque se proponía restaurar «la España antigua», el Antiguo régimen no podía volver tal como había sido antes, sino que necesitaba grandes reformas.

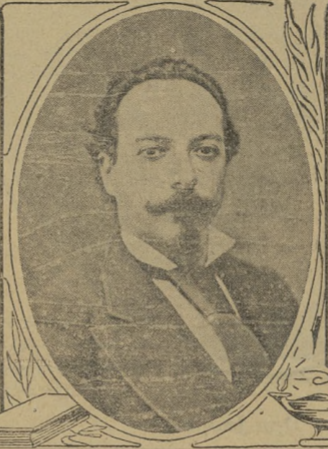
Leandro Herrero

En el Estado carlista, la familia debería ser una institución sacramental, de origen divino, sin posibilidad de matrimonio civil ni de divorcio, y el padre de familia tenía que ejercer como patriarca. Aunque manteniendo la propiedad privada, la monarquía debería procurar la justicia social, proporcionando a las familias el derecho a la asistencia religiosa, a la beneficencia, a la instrucción y al trabajo. El programa carlista defendía desde el comienzo la descentralización y la reducción de la administración pública, en la que incluso el rey debería tener unos ingresos razonables y no excesivos.
En cuanto a la Iglesia, los carlistas pedían su libertad e independencia. Proclamaban la unidad católica, es decir, la prohibición de otras religiones, pero sin restablecer el tribunal de la Inquisición. La Iglesia debería ejercer principalmente su misión docente y caritativa. Los liberales eran considerados por los carlistas como enemigos de la fe y de la patria, identificándolos con los moros y los franceses, aludiendo a que estos ya habían sido derrotados en el pasado. Para vencer a «los enemigos de España», los españoles debían «tomar todos la cruz».
De acuerdo con sus partidarios, el programa carlista defendía derechos fundamentales como el derecho a la vida, el derecho a la enseñanza y a la beneficencia, el derecho de reunión y asociación, el derecho a la publicidad del pensamiento, el derecho a la justicia y el derecho a la representación del reino congregado en Cortes. Sin embargo, estos derechos deberían estar limitados, ya que por encima estaría, según Herrero, el precepto de que «ningún hombre tiene derecho a degradarse».
Según había manifestado Carlos VII, las bases de la ley fundamental del reino debían ser:
- La unidad católica regida por la Iglesia.
- La monarquía de derecho divino, símbolo de la paternidad real.
- La fraternidad cristiana formando el Estado cristiano.
- La consagración de los derechos del hombre con las limitaciones impuestas por la religión y por la conciencia.
- La institución de Cortes, congregadas por estamentos, como representación genuina de todas las clases del país.
- La responsabilidad de todos los poderes ante el rey.[26]

### Tercera guerra carlista

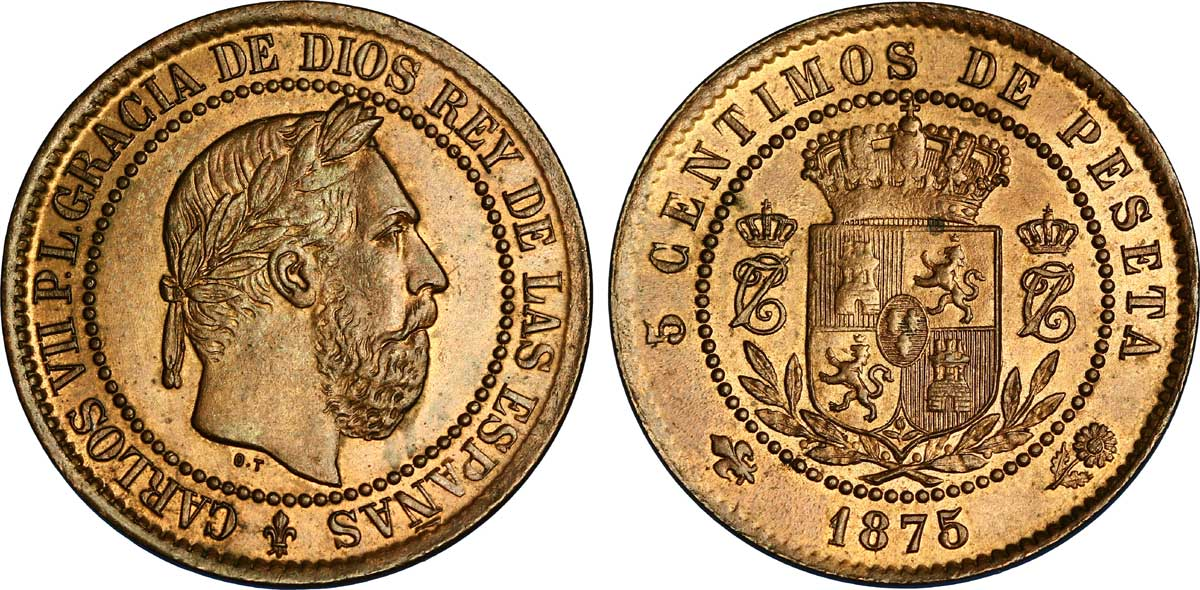
Perra chica acuñada en 1875

Para tratar de alcanzar el poder, finalmente prevaleció la vía militar, al dar Carlos a sus partidarios la orden de sublevarse el 21 de abril de 1872, en lo que fue el comienzo de la tercera guerra carlista. Buena parte de Navarra, Cataluña, las Vascongadas y el Maestrazgo, se levantaron en armas por Don Carlos y lo que este simbolizaba. El 2 de mayo cruzó la frontera francesa por Vera de Bidasoa y se puso al frente del alzamiento, pero el 4 de mayo el general Domingo Moriones entró sorpresivamente en el campamento carlista en Oroquieta y el pretendiente tuvo que cruzar precipitadamente la frontera francesa, con lo que puso fin, momentáneamente, a la insurrección en el País Vasco y Navarra, firmándose el convenio de Amorebieta.
El 16 de julio de 1873, el pretendiente volvió a entrar en España por Zugarramurdi y se movió por todo el País Vasco y Navarra con su ejército, aunque la corte residía sobre todo en Estella y Durango. El 3 de julio de 1875 juró los Fueros ante el árbol de Guernica. El 28 de febrero de 1876, marchó de nuevo al exilio tras la definitiva derrota de las fuerzas carlistas.

### Exilio

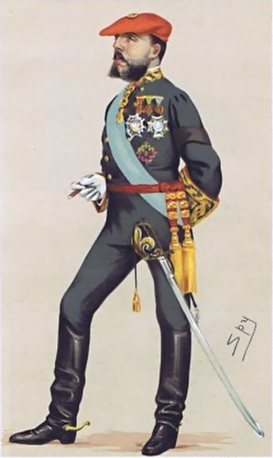
El pretendiente Carlos VII, en un dibujo de la revista británica Vanity Fair de 1876.

Al terminar la guerra, pasó a Francia, desde donde fue a Inglaterra e hizo un viaje a América. En 1877 visitó Bulgaria y Rusia, asistiendo a la toma de Nicópolis e ingresando en el cuartel general de Carlos I de Rumanía. Fue amigo personal del zar Alejandro II de Rusia, quien lo tuvo como invitado de honor en bailes y banquetes. Tomó parte en las batallas de Plevna, donde cargó con un regimiento de caballería, por lo que fue condecorado con la cruz del valor militar.
De regreso a París, fue expulsado de Francia en julio de 1880 y partió nuevamente a Inglaterra, desde donde hizo un viaje a la India, Egipto y Túnez empleando el título de Conde de Dicastillo. Fijó definitivamente su residencia en Venecia en el palacio de Loredán, aunque pasaba también temporadas en Viareggio, donde residía su esposa Margarita.
Tuvo una relación extramatrimonial con la actriz húngara Paula de Somoggy, pero terminó separándose de ella, por problemas de conciencia, ante la idea de no poder recibir la Eucaristía en la primera comunión en Londres de su hijo primogénito Don Jaime, a la que iba a asistir toda su familia, pues no podía recibir la absolución si no se comprometía formalmente a romper aquella relación y su ausencia en la ceremonia habría sido considerada un escándalo.
En 1879 había nombrado a Cándido Nocedal como su representante en España, pero la controversia entre el periódico que este dirigía, El Siglo Futuro, y otro periódico carlista madrileño, La Fé, llevó a disputas y enfrentamientos entre los carlistas españoles. Por ello, tras su muerte en 1885, el pretendiente asumió directamente la dirección del carlismo hasta 1890. 
El 20 de mayo de 1886 y con motivo del nacimiento de Alfonso XIII, publicó su Manifiesto a los españoles, y el 20 de mayo de 1887 dio nueva organización a su partido, haciendo, además, un segundo viaje por América.
Tras la rebelión de los directores de prensa «integristas», mandó a Luis María de Llauder fundar en Madrid el diario El Correo Español como representante de su política. En 1890 delegó la jefatura del partido carlista en el marqués de Cerralbo. 
En 1896 acudió al Congreso antimasónico de Trento, donde obtuvo un recibimiento cuasi regio de los participantes y fue aclamado.
Falleció el 18 de julio de 1909 en Varese y le sucedió su hijo Jaime al frente de la dinastía carlista. Sus restos reposan en la catedral de Trieste.

### Matrimonios y descendencia

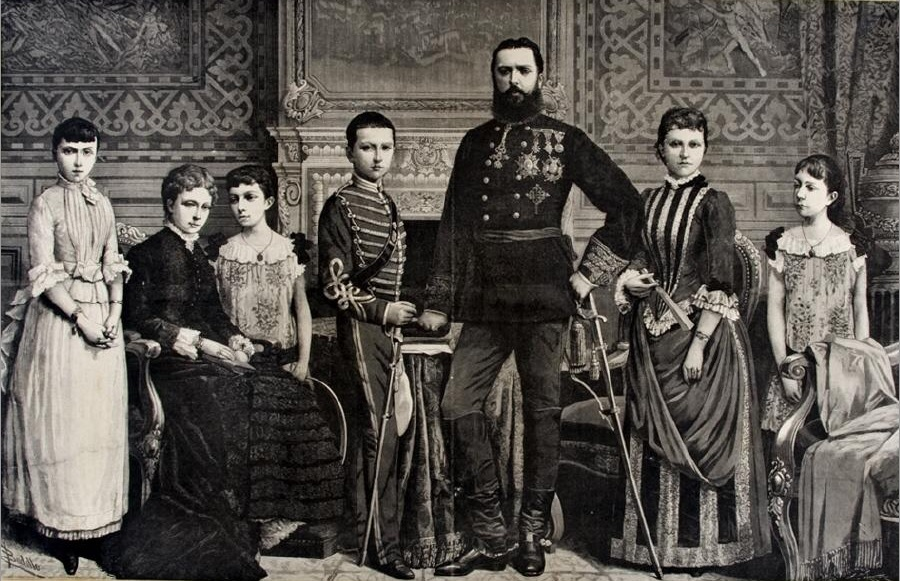
Don Carlos de Borbón y familia (1886)

En 1867, Carlos se casó con la princesa Margarita de Borbón-Parma, una pariente lejana, hija del duque Carlos III de Parma y de la princesa Luisa de Francia, con quien tuvo cinco hijos:
- Blanca de Borbón y Borbón-Parma (1868-1949), casada en 1889 con el archiduque Leopoldo Salvador de Austria, príncipe de Toscana; con descendencia.
- Jaime de Borbón y Borbón-Parma (1870-1931), jefe carlista bajo el nombre de Jaime III; no contrajo matrimonio.
- Elvira de Borbón y Borbón-Parma (1871-1929), soltera, con descendencia.
- Beatriz de Borbón y Borbón-Parma (1874-1961), contrajo matrimonio en 1897 con el aristócrata Fabrizio Massimo, príncipe de Roviano y duque de Anticoli Corrado, nieto de María Carolina de Borbón-Dos Sicilias (1798-1870), nuera de Carlos X de Francia y madre del pretendiente francés Enrique de Francia, Conde de Chambord; acabaron separándose. Con descendencia.
- Alicia de Borbón y Borbón-Parma (1876-1975); contrajo matrimonio en 1897 con el príncipe Federico de Schönburg-Waldenburg, del que se divorció en 1903; en 1906 se casó nuevamente con Lino del Prete. Tuvo descendencia de ambos matrimonios.

Tras enviudar en 1893, Carlos volvió a contraer matrimonio, esta vez con la princesa María Berta de Rohan (1860-1945), con quien no tuvo descendencia.

## Títulos y tratamientos
Esta tabla aún no está actualizada. Puedes contribuir aportando información sobre títulos y tratamientos de esta persona.

## Ancestros
| \| \| \| \| \| \| \| \| \| \| \| \| \| \| \| \| \| \| \| \| 16. Carlos III de España \| \| \| \| \| \| \| \| \| \| \| \| \| \| \| \| \| \| \| \| \| \| \| \| \| \| \| \| \| \| \| \| \| \| \| \| \| \| \| \| \| \| \| \| \| \| \| \| \| \| \| \| \| \| 8. Carlos IV de España \| \| \| \| \| \| \| \| \| \| \| \| \| \| \| \| \| \| \| \| \| \| \| \| \| \| \| \| \| \| \| \| \| \| \| \| \| \| \| \| \| \| \| \| \| \| \| \| \| \| \| \| \| \| 17. María Amalia de Sajonia \| \| \| \| \| \| \| \| \| \| \| \| \| \| \| \| \| \| \| \| \| \| \| \| \| \| \| \| \| \| \| \| \| \| \| \| \| \| \| \| \| \| \| \| \| \| \| \| \| \| \| \| \| \| 4. Carlos V de España \| \| \| \| \| \| \| \| \| \| \| \| \| \| \| \| \| \| \| \| \| \| \| \| \| \| \| \| \| \| \| \| \| \| \| \| \| \| \| \| \| \| \| \| \| \| \| \| \| \| \| \| \| \| 18. Felipe I de Parma \| \| \| \| \| \| \| \| \| \| \| \| \| \| \| \| \| \| \| \| \| \| \| \| \| \| \| \| \| \| \| \| \| \| \| \| \| \| \| \| \| \| \| \| \| \| \| \| \| \| \| \| \| \| 9. María Luisa de Parma \| \| \| \| \| \| \| \| \| \| \| \| \| \| \| \| \| \| \| \| \| \| \| \| \| \| \| \| \| \| \| \| \| \| \| \| \| \| \| \| \| \| \| \| \| \| \| \| \| \| \| \| \| \| 19. Luisa Isabel de Francia \| \| \| \| \| \| \| \| \| \| \| \| \| \| \| \| \| \| \| \| \| \| \| \| \| \| \| \| \| \| \| \| \| \| \| \| \| \| \| \| \| \| \| \| \| \| \| \| \| \| \| \| \| \| 2. Juan III, conde de Montizón \| \| \| \| \| \| \| \| \| \| \| \| \| \| \| \| \| \| \| \| \| \| \| \| \| \| \| \| \| \| \| \| \| \| \| \| \| \| \| \| \| \| \| \| \| \| \| \| \| \| \| \| \| \| 20. Pedro III de Portugal \| \| \| \| \| \| \| \| \| \| \| \| \| \| \| \| \| \| \| \| \| \| \| \| \| \| \| \| \| \| \| \| \| \| \| \| \| \| \| \| \| \| \| \| \| \| \| \| \| \| \| \| \| \| 10. Juan VI de Portugal \| \| \| \| \| \| \| \| \| \| \| \| \| \| \| \| \| \| \| \| \| \| \| \| \| \| \| \| \| \| \| \| \| \| \| \| \| \| \| \| \| \| \| \| \| \| \| \| \| \| \| \| \| \| 21. María I de Portugal \| \| \| \| \| \| \| \| \| \| \| \| \| \| \| \| \| \| \| \| \| \| \| \| \| \| \| \| \| \| \| \| \| \| \| \| \| \| \| \| \| \| \| \| \| \| \| \| \| \| \| \| \| \| 5. María Francisca de Braganza \| \| \| \| \| \| \| \| \| \| \| \| \| \| \| \| \| \| \| \| \| \| \| \| \| \| \| \| \| \| \| \| \| \| \| \| \| \| \| \| \| \| \| \| \| \| \| \| \| \| \| \| \| \| 22. Carlos IV de España \| \| \| \| \| \| \| \| \| \| \| \| \| \| \| \| \| \| \| \| \| \| \| \| \| \| \| \| \| \| \| \| \| \| \| \| \| \| \| \| \| \| \| \| \| \| \| \| \| \| \| \| \| \| 11. Carlota Joaquina de Borbón \| \| \| \| \| \| \| \| \| \| \| \| \| \| \| \| \| \| \| \| \| \| \| \| \| \| \| \| \| \| \| \| \| \| \| \| \| \| \| \| \| \| \| \| \| \| \| \| \| \| \| \| \| \| 23. María Luisa de Parma \| \| \| \| \| \| \| \| \| \| \| \| \| \| \| \| \| \| \| \| \| \| \| \| \| \| \| \| \| \| \| \| \| \| \| \| \| \| \| \| \| \| \| \| \| \| \| \| \| \| \| \| \| \| 1. Carlos VII de Borbón \| \| \| \| \| \| \| \| \| \| \| \| \| \| \| \| \| \| \| \| \| \| \| \| \| \| \| \| \| \| \| \| \| \| \| \| \| \| \| \| \| \| \| \| \| \| \| \| \| \| \| \| \| \| 24. Francisco I del Sacro Imperio Romano Germánico \| \| \| \| \| \| \| \| \| \| \| \| \| \| \| \| \| \| \| \| \| \| \| \| \| \| \| \| \| \| \| \| \| \| \| \| \| \| \| \| \| \| \| \| \| \| \| \| \| \| \| \| \| \| 12. Fernando Carlos de Habsburgo-Lorena \| \| \| \| \| \| \| \| \| \| \| \| \| \| \| \| \| \| \| \| \| \| \| \| \| \| \| \| \| \| \| \| \| \| \| \| \| \| \| \| \| \| \| \| \| \| \| \| \| \| \| \| \| \| 25. María Teresa I de Austria \| \| \| \| \| \| \| \| \| \| \| \| \| \| \| \| \| \| \| \| \| \| \| \| \| \| \| \| \| \| \| \| \| \| \| \| \| \| \| \| \| \| \| \| \| \| \| \| \| \| \| \| \| \| 6. Francisco IV de Módena \| \| \| \| \| \| \| \| \| \| \| \| \| \| \| \| \| \| \| \| \| \| \| \| \| \| \| \| \| \| \| \| \| \| \| \| \| \| \| \| \| \| \| \| \| \| \| \| \| \| \| \| \| \| 26. Hércules III de Este \| \| \| \| \| \| \| \| \| \| \| \| \| \| \| \| \| \| \| \| \| \| \| \| \| \| \| \| \| \| \| \| \| \| \| \| \| \| \| \| \| \| \| \| \| \| \| \| \| \| \| \| \| \| 13. María Beatriz de Este \| \| \| \| \| \| \| \| \| \| \| \| \| \| \| \| \| \| \| \| \| \| \| \| \| \| \| \| \| \| \| \| \| \| \| \| \| \| \| \| \| \| \| \| \| \| \| \| \| \| \| \| \| \| 27. María Teresa Cybo-Malaspina \| \| \| \| \| \| \| \| \| \| \| \| \| \| \| \| \| \| \| \| \| \| \| \| \| \| \| \| \| \| \| \| \| \| \| \| \| \| \| \| \| \| \| \| \| \| \| \| \| \| \| \| \| \| 3. María Beatriz de Austria-Este \| \| \| \| \| \| \| \| \| \| \| \| \| \| \| \| \| \| \| \| \| \| \| \| \| \| \| \| \| \| \| \| \| \| \| \| \| \| \| \| \| \| \| \| \| \| \| \| \| \| \| \| \| \| 28. Víctor Amadeo III de Cerdeña \| \| \| \| \| \| \| \| \| \| \| \| \| \| \| \| \| \| \| \| \| \| \| \| \| \| \| \| \| \| \| \| \| \| \| \| \| \| \| \| \| \| \| \| \| \| \| \| \| \| \| \| \| \| 14. Víctor Manuel I de Cerdeña Pretendiente jacobita \| \| \| \| \| \| \| \| \| \| \| \| \| \| \| \| \| \| \| \| \| \| \| \| \| \| \| \| \| \| \| \| \| \| \| \| \| \| \| \| \| \| \| \| \| \| \| \| \| \| \| \| \| \| 29. Reina María Antonia de España \| \| \| \| \| \| \| \| \| \| \| \| \| \| \| \| \| \| \| \| \| \| \| \| \| \| \| \| \| \| \| \| \| \| \| \| \| \| \| \| \| \| \| \| \| \| \| \| \| \| \| \| \| \| 7. María Beatriz Victoria de Saboya Pretendienta jacobita \| \| \| \| \| \| \| \| \| \| \| \| \| \| \| \| \| \| \| \| \| \| \| \| \| \| \| \| \| \| \| \| \| \| \| \| \| \| \| \| \| \| \| \| \| \| \| \| \| \| \| \| \| \| 30. Fernando Carlos de Habsburgo-Lorena (= 12) \| \| \| \| \| \| \| \| \| \| \| \| \| \| \| \| \| \| \| \| \| \| \| \| \| \| \| \| \| \| \| \| \| \| \| \| \| \| \| \| \| \| \| \| \| \| \| \| \| \| \| \| \| \| 15. Archiduquesa María Teresa de Austria-Este \| \| \| \| \| \| \| \| \| \| \| \| \| \| \| \| \| \| \| \| \| \| \| \| \| \| \| \| \| \| \| \| \| \| \| \| \| \| \| \| \| \| \| \| \| \| \| \| \| \| \| \| \| \| 31. María Beatriz de Este (= 13) \| \| \| \| \| \| \| \| \| \| \| \| \| \| \| \| \| \| \| \| \| \| \| \| \| \| \| \| \| \| \| \| \| \| \| \| \| \| \| \| \| \| \| \| \| \| \| \| \| \| \| \| |                                                           |  |  |  |  |  |  |  |  |  |  |  |  |  |  |  |
| |                                                           |  |  |  |  |  |  |  |  |  |  |  |  |  |  |  |
| | 16. Carlos III de España                                  |  |  |  |  |  |  |  |  |  |  |  |  |  |  |  |
| |                                                           |  |  |  |  |  |  |  |  |  |  |  |  |  |  |  |
| |                                                           |  |  |  |  |  |  |  |  |  |  |  |  |  |  |  |
| | 8. Carlos IV de España                                    |  |  |  |  |  |  |  |  |  |  |  |  |  |  |  |
| |                                                           |  |  |  |  |  |  |  |  |  |  |  |  |  |  |  |
| |                                                           |  |  |  |  |  |  |  |  |  |  |  |  |  |  |  |
| | 17. María Amalia de Sajonia                               |  |  |  |  |  |  |  |  |  |  |  |  |  |  |  |
| |                                                           |  |  |  |  |  |  |  |  |  |  |  |  |  |  |  |
| |                                                           |  |  |  |  |  |  |  |  |  |  |  |  |  |  |  |
| | 4. Carlos V de España                                     |  |  |  |  |  |  |  |  |  |  |  |  |  |  |  |
| |                                                           |  |  |  |  |  |  |  |  |  |  |  |  |  |  |  |
| |                                                           |  |  |  |  |  |  |  |  |  |  |  |  |  |  |  |
| | 18. Felipe I de Parma                                     |  |  |  |  |  |  |  |  |  |  |  |  |  |  |  |
| |                                                           |  |  |  |  |  |  |  |  |  |  |  |  |  |  |  |
| |                                                           |  |  |  |  |  |  |  |  |  |  |  |  |  |  |  |
| | 9. María Luisa de Parma                                   |  |  |  |  |  |  |  |  |  |  |  |  |  |  |  |
| |                                                           |  |  |  |  |  |  |  |  |  |  |  |  |  |  |  |
| |                                                           |  |  |  |  |  |  |  |  |  |  |  |  |  |  |  |
| | 19. Luisa Isabel de Francia                               |  |  |  |  |  |  |  |  |  |  |  |  |  |  |  |
| |                                                           |  |  |  |  |  |  |  |  |  |  |  |  |  |  |  |
| |                                                           |  |  |  |  |  |  |  |  |  |  |  |  |  |  |  |
| | 2. Juan III, conde de Montizón                            |  |  |  |  |  |  |  |  |  |  |  |  |  |  |  |
| |                                                           |  |  |  |  |  |  |  |  |  |  |  |  |  |  |  |
| |                                                           |  |  |  |  |  |  |  |  |  |  |  |  |  |  |  |
| | 20. Pedro III de Portugal                                 |  |  |  |  |  |  |  |  |  |  |  |  |  |  |  |
| |                                                           |  |  |  |  |  |  |  |  |  |  |  |  |  |  |  |
| |                                                           |  |  |  |  |  |  |  |  |  |  |  |  |  |  |  |
| | 10. Juan VI de Portugal                                   |  |  |  |  |  |  |  |  |  |  |  |  |  |  |  |
| |                                                           |  |  |  |  |  |  |  |  |  |  |  |  |  |  |  |
| |                                                           |  |  |  |  |  |  |  |  |  |  |  |  |  |  |  |
| | 21. María I de Portugal                                   |  |  |  |  |  |  |  |  |  |  |  |  |  |  |  |
| |                                                           |  |  |  |  |  |  |  |  |  |  |  |  |  |  |  |
| |                                                           |  |  |  |  |  |  |  |  |  |  |  |  |  |  |  |
| | 5. María Francisca de Braganza                            |  |  |  |  |  |  |  |  |  |  |  |  |  |  |  |
| |                                                           |  |  |  |  |  |  |  |  |  |  |  |  |  |  |  |
| |                                                           |  |  |  |  |  |  |  |  |  |  |  |  |  |  |  |
| | 22. Carlos IV de España                                   |  |  |  |  |  |  |  |  |  |  |  |  |  |  |  |
| |                                                           |  |  |  |  |  |  |  |  |  |  |  |  |  |  |  |
| |                                                           |  |  |  |  |  |  |  |  |  |  |  |  |  |  |  |
| | 11. Carlota Joaquina de Borbón                            |  |  |  |  |  |  |  |  |  |  |  |  |  |  |  |
| |                                                           |  |  |  |  |  |  |  |  |  |  |  |  |  |  |  |
| |                                                           |  |  |  |  |  |  |  |  |  |  |  |  |  |  |  |
| | 23. María Luisa de Parma                                  |  |  |  |  |  |  |  |  |  |  |  |  |  |  |  |
| |                                                           |  |  |  |  |  |  |  |  |  |  |  |  |  |  |  |
| |                                                           |  |  |  |  |  |  |  |  |  |  |  |  |  |  |  |
| | 1. Carlos VII de Borbón                                   |  |  |  |  |  |  |  |  |  |  |  |  |  |  |  |
| |                                                           |  |  |  |  |  |  |  |  |  |  |  |  |  |  |  |
| |                                                           |  |  |  |  |  |  |  |  |  |  |  |  |  |  |  |
| | 24. Francisco I del Sacro Imperio Romano Germánico        |  |  |  |  |  |  |  |  |  |  |  |  |  |  |  |
| |                                                           |  |  |  |  |  |  |  |  |  |  |  |  |  |  |  |
| |                                                           |  |  |  |  |  |  |  |  |  |  |  |  |  |  |  |
| | 12. Fernando Carlos de Habsburgo-Lorena                   |  |  |  |  |  |  |  |  |  |  |  |  |  |  |  |
| |                                                           |  |  |  |  |  |  |  |  |  |  |  |  |  |  |  |
| |                                                           |  |  |  |  |  |  |  |  |  |  |  |  |  |  |  |
| | 25. María Teresa I de Austria                             |  |  |  |  |  |  |  |  |  |  |  |  |  |  |  |
| |                                                           |  |  |  |  |  |  |  |  |  |  |  |  |  |  |  |
| |                                                           |  |  |  |  |  |  |  |  |  |  |  |  |  |  |  |
| | 6. Francisco IV de Módena                                 |  |  |  |  |  |  |  |  |  |  |  |  |  |  |  |
| |                                                           |  |  |  |  |  |  |  |  |  |  |  |  |  |  |  |
| |                                                           |  |  |  |  |  |  |  |  |  |  |  |  |  |  |  |
| | 26. Hércules III de Este                                  |  |  |  |  |  |  |  |  |  |  |  |  |  |  |  |
| |                                                           |  |  |  |  |  |  |  |  |  |  |  |  |  |  |  |
| |                                                           |  |  |  |  |  |  |  |  |  |  |  |  |  |  |  |
| | 13. María Beatriz de Este                                 |  |  |  |  |  |  |  |  |  |  |  |  |  |  |  |
| |                                                           |  |  |  |  |  |  |  |  |  |  |  |  |  |  |  |
| |                                                           |  |  |  |  |  |  |  |  |  |  |  |  |  |  |  |
| | 27. María Teresa Cybo-Malaspina                           |  |  |  |  |  |  |  |  |  |  |  |  |  |  |  |
| |                                                           |  |  |  |  |  |  |  |  |  |  |  |  |  |  |  |
| |                                                           |  |  |  |  |  |  |  |  |  |  |  |  |  |  |  |
| | 3. María Beatriz de Austria-Este                          |  |  |  |  |  |  |  |  |  |  |  |  |  |  |  |
| |                                                           |  |  |  |  |  |  |  |  |  |  |  |  |  |  |  |
| |                                                           |  |  |  |  |  |  |  |  |  |  |  |  |  |  |  |
| | 28. Víctor Amadeo III de Cerdeña                          |  |  |  |  |  |  |  |  |  |  |  |  |  |  |  |
| |                                                           |  |  |  |  |  |  |  |  |  |  |  |  |  |  |  |
| |                                                           |  |  |  |  |  |  |  |  |  |  |  |  |  |  |  |
| | 14. Víctor Manuel I de Cerdeña Pretendiente jacobita      |  |  |  |  |  |  |  |  |  |  |  |  |  |  |  |
| |                                                           |  |  |  |  |  |  |  |  |  |  |  |  |  |  |  |
| |                                                           |  |  |  |  |  |  |  |  |  |  |  |  |  |  |  |
| | 29. Reina María Antonia de España                         |  |  |  |  |  |  |  |  |  |  |  |  |  |  |  |
| |                                                           |  |  |  |  |  |  |  |  |  |  |  |  |  |  |  |
| |                                                           |  |  |  |  |  |  |  |  |  |  |  |  |  |  |  |
| | 7. María Beatriz Victoria de Saboya Pretendienta jacobita |  |  |  |  |  |  |  |  |  |  |  |  |  |  |  |
| |                                                           |  |  |  |  |  |  |  |  |  |  |  |  |  |  |  |
| |                                                           |  |  |  |  |  |  |  |  |  |  |  |  |  |  |  |
| | 30. Fernando Carlos de Habsburgo-Lorena (= 12)            |  |  |  |  |  |  |  |  |  |  |  |  |  |  |  |
| |                                                           |  |  |  |  |  |  |  |  |  |  |  |  |  |  |  |
| |                                                           |  |  |  |  |  |  |  |  |  |  |  |  |  |  |  |
| | 15. Archiduquesa María Teresa de Austria-Este             |  |  |  |  |  |  |  |  |  |  |  |  |  |  |  |
| |                                                           |  |  |  |  |  |  |  |  |  |  |  |  |  |  |  |
| |                                                           |  |  |  |  |  |  |  |  |  |  |  |  |  |  |  |
| | 31. María Beatriz de Este (= 13)                          |  |  |  |  |  |  |  |  |  |  |  |  |  |  |  |
| |                                                           |  |  |  |  |  |  |  |  |  |  |  |  |  |  |  |
| |                                                           |  |  |  |  |  |  |  |  |  |  |  |  |  |  |  |

## Escritos
- Gómez-Rodulfo, Jaime de Carlos, ed. (1959). Cartas inéditas de Carlos VII. Madrid: Ediciones Montejurra.

## Sucesión
| Predecesor: Juan de Borbón y Braganza (como Juan III) | Pretendiente carlista al trono de España (como Carlos VII) 1868-1909    | Sucesor: Jaime de Borbón y Borbón-Parma (como Jaime III) |
| Predecesor: Juan de Borbón y Braganza (como Juan III) | Pretendiente legitimista al trono de Francia (como Carlos XI) 1887-1909 | Sucesor: Jaime de Borbón y Borbón-Parma (como Jaime I)   |

- Datos: Q358875
- Multimedia: Carlos de Borbón / Q358875
- Textos: Autor:Carlos de Borbón y Austria-Este